# Siwe Stawki

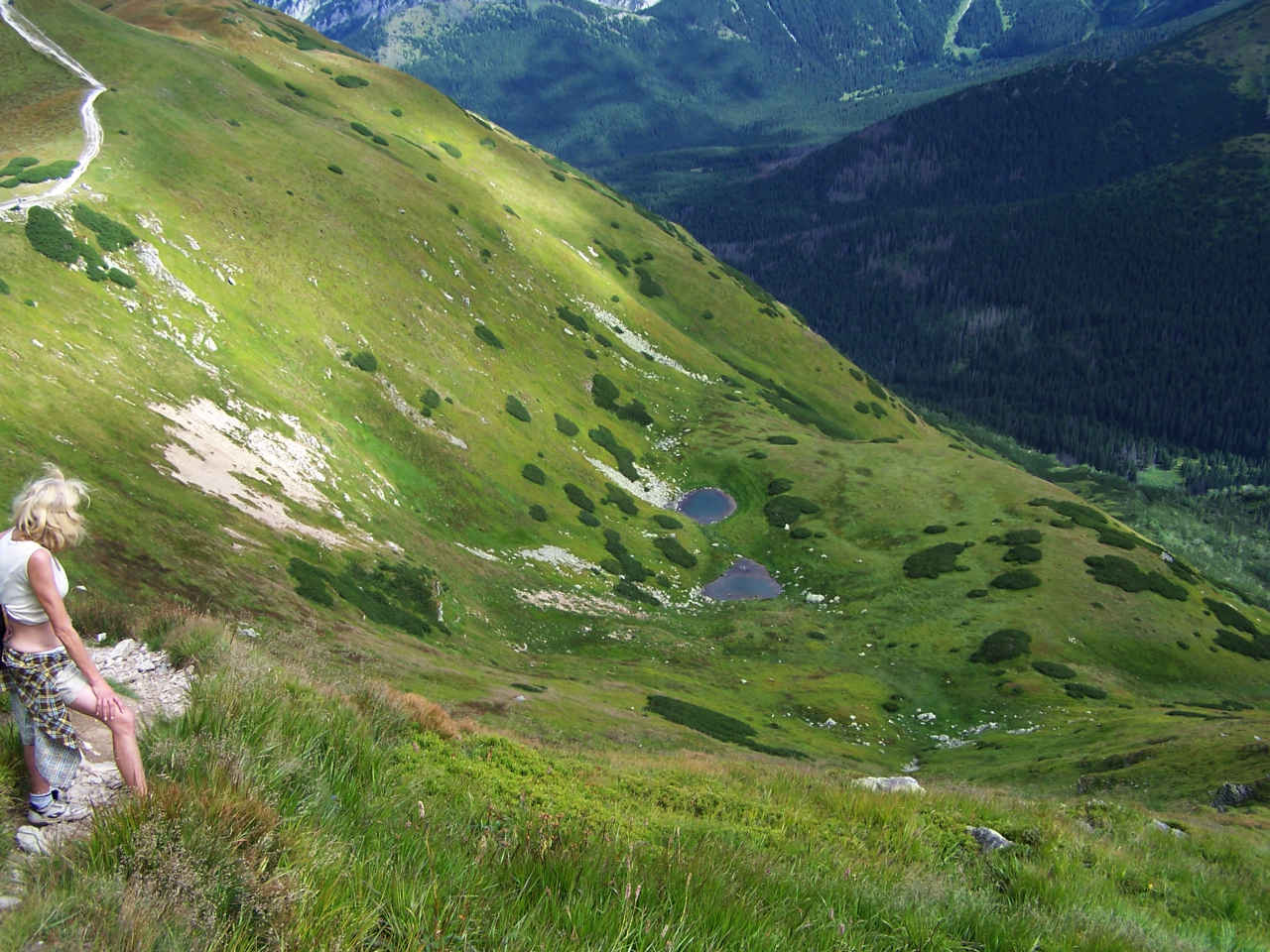
Siwa Kotlinka i Siwe Stawki – widok z Siwej Przełęczy

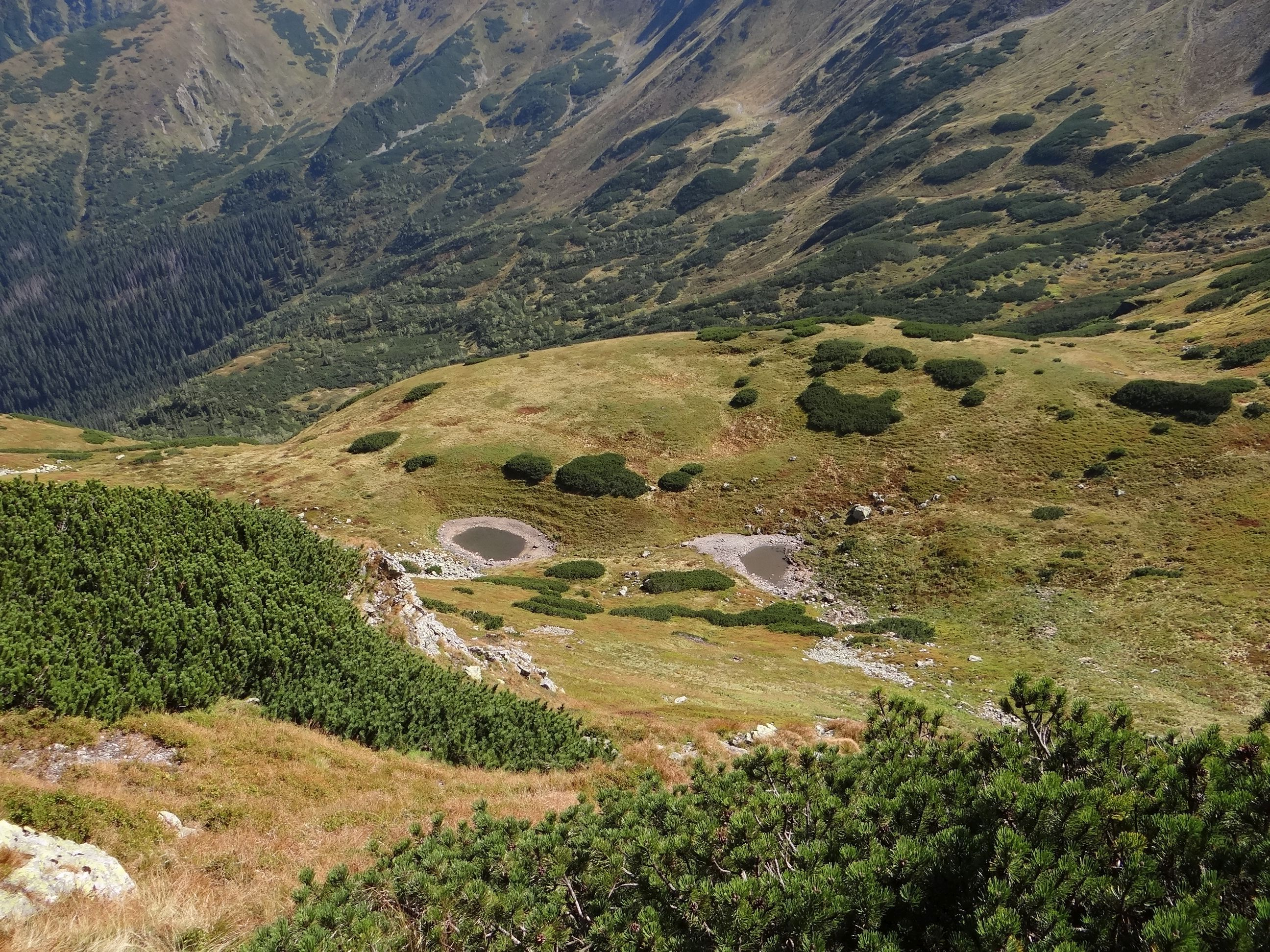

Siwe Stawki – dwa niewielkie jeziora w Dolinie Pyszniańskiej, będącej górnym odgałęzieniem Doliny Kościeliskiej w Tatrach Zachodnich. Znajdują się na wschodnich stokach Ornaku, poniżej Siwej Przełęczy, na dnie Siwej Kotlinki, będącej pozostałością dawnego kotła lodowcowego. Nie posiadają ani dopływu, ani odpływu, ponadto znajdują się na dobrze nasłonecznionym, odkrytym stoku, wskutek czego woda w nich jest cieplejsza niż w innych jeziorach tatrzańskich. Poziom wody w nich jest bardzo zmienny w zależności od opadów atmosferycznych.
- Wyżni Siwy Stawek (południowo-zachodni) położony jest na wysokości 1718 m n.p.m., ma powierzchnię 0,037 ha, rozmiary ok. 29 × 20 m i głębokość 1,0 m[1]
- Niżni Siwy Stawek (północno-wschodni) położony jest na wysokości 1716 m n.p.m., ma powierzchnię 0,046 ha, rozmiary ok. 32 × 21 m i głębokość 1,8 m[1].

Od górnego stawku do dolnego spływa niewielki strumyk o długości ok. 30 m.
Stawki były po raz pierwszy mierzone przez Jerzego Młodziejowskiego w 1932. Powtórnie pomierzył je Wojskowy Instytut Geodezyjny w 1934 r.
Cały obszar Doliny Pyszniańskiej jest obszarem ochrony ścisłej i obok Siwych Stawków nie prowadzi żaden szlak turystyczny. Są one jednak doskonale widoczne ze szlaków turystycznych przebiegających powyżej w niedużej odległości przez Siwą Przełęcz, Siwe Turnie i Liliowe Turnie. Teren wokół stawów, dawniej należący do Hali Ornak i wypasany, zachował jeszcze charakter hali górskiej, pojawiające się kępy kosodrzewiny wskazują jednak, że w bliskiej przyszłości zarośnie nią i utworzy się tutaj typowy dla Tatr piętrowy układ roślin i niewielkie Siwe Stawki staną się niewidoczne wśród kosówki.